# Bray, Saône-et-Loire
Bray este o comună în departamentul Saône-et-Loire, Franța. În 2009 avea o populație de 120 de locuitori.

## Evoluția populației
| An        | 1975 | 1982 | 1990 | 1999 | 2006 | 2009 |
| --------- | ---- | ---- | ---- | ---- | ---- | ---- |
| Populație | 165  | 155  | 138  | 127  | 122  | 120  |